# 4e armée (France)
Pour les articles homonymes, voir 4e armée.
La 4e armée française, surnommée « Armée de Fontainebleau », est une unité de l'armée de terre française qui a combattu durant la Première et la Seconde Guerre mondiale.
C'est l'une des cinq armées créées et mises sur le pied de guerre par le Grand quartier général lors du déclenchement du plan XVII en réponse à l’attaque allemande d'août 1914.

## Création et différentes dénominations
- 1914 : création de la 4e armée le 2 août, en application du Plan XVII.

## Commandement

### Chefs de la4earmée
- 2 août 1914 - 11 décembre 1915 : général de Langle de Cary
- 11 décembre 1915 - 19 décembre 1916 : général Gouraud
- 19 - 31 décembre 1916 : général Fayolle
- 31 décembre 1916 - 23 mars 1917 : général Roques
- 23 mars - 15 juin 1917 : général Anthoine
- 15 juin 1917 - 8 octobre 1919 : général Gouraud
- 2 septembre 1939 - 6 juillet 1940 : général Réquin[1]

### Chefs d'état-major
- 2 août - 12 septembre 1914 : général Maistre
- 12 septembre - 21 novembre 1914 : colonel Nudant
- 21 novembre 1914 - 28 janvier 1916 : colonel Paquette
- 28 janvier - 3 août 1916 : colonel Degoutte
- 3 août 1916 - 7 janvier 1917 : colonel Vidalon
- 7 janvier - 26 mai 1917 : lieutenant-colonel Broussaud
- 26 mai 1917 - 8 janvier 1918 : colonel Spire
- 8 janvier 1918 - : lieutenant-colonel Prételat

## Première Guerre mondiale

### Composition à la mobilisation
À la mobilisation, en août 1914, la 4e armée de l'armée de terre française, est commandée par le général de Langle de Cary. Elle est formée des 12e et 17e CA, du corps d'armée colonial et d'une division de cavalerie.
Chef d'état-major : général Paul Maistre (remplacé le 12 septembre 1914 par le colonel Alphonse Nudant, puis le 21 novembre 1914 par le colonel Gabriel Alexandre Paquette) ;
sous-chef : lieutenant-colonel Dessens ;
chef du 3e bureau : commandant de La Fontaine ;
chef des services de l'aviation : commandant Barès ;
chef des étapes et services : général Sentis.
Le 1er échelon de l'état-major venant de Paris arrive à Saint-Dizier le 5 août à 8h15 ; le 2e échelon le 6 à 21h venant de Fontainebleau.

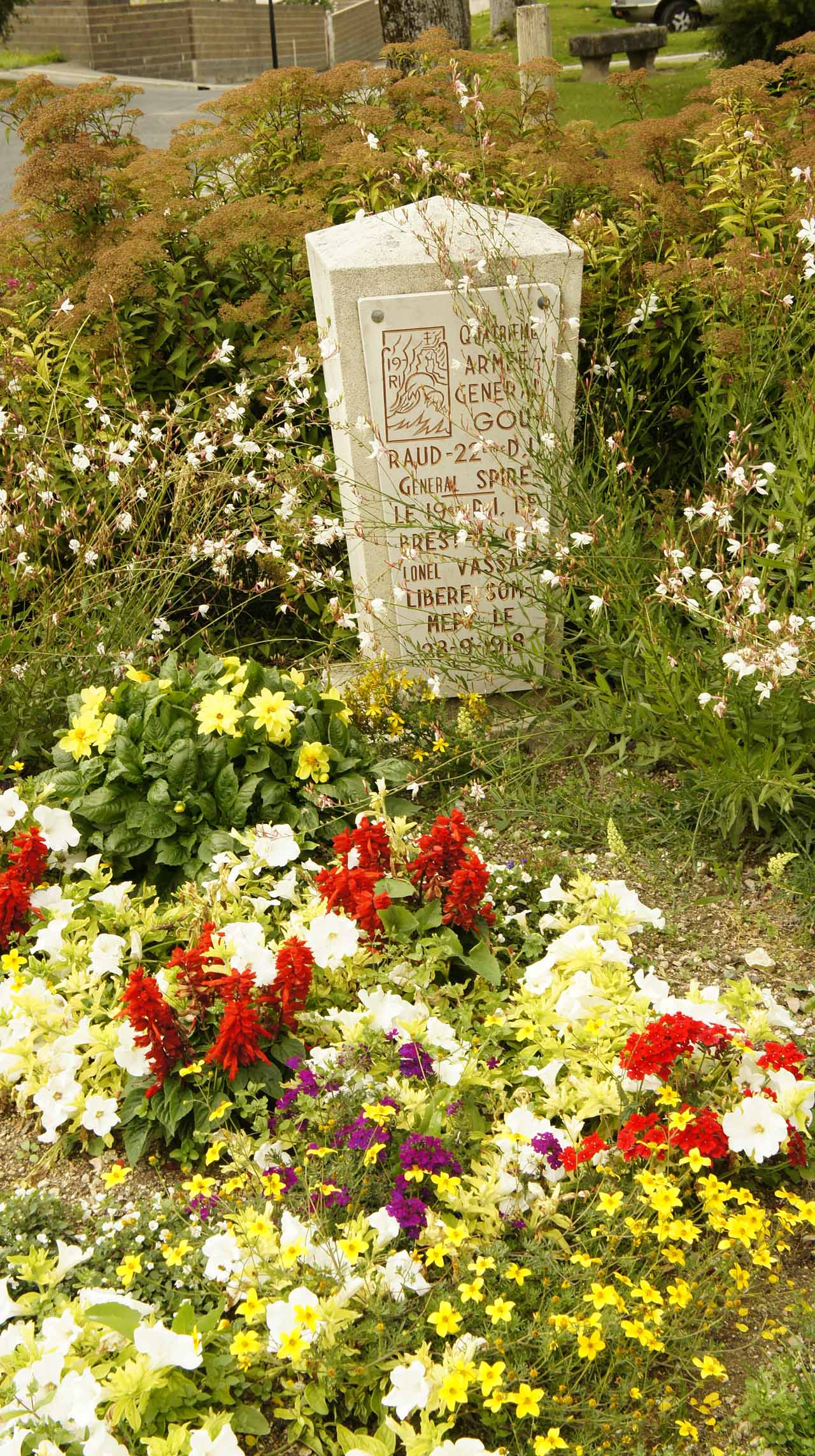
Hommage à la IVe Armée qui a libéré Sommepy-Tahure.

#### 12ecorpsd'armée (Limoges)
- 23e division d'infanterie (Haute-Vienne, Charente, Creuse)

- 24e division d'infanterie (Dordogne, Corrèze)
- Régiments d'Infanterie (rattachés au 12e CA) :
  - 300e régiment d'infanterie (Tulle)
  - 326e régiment d'infanterie (Brive)
- Cavalerie (rattachée au 12e CA) :
  - 21e régiment de chasseurs (4 escadrons) (Limoges)
- Artillerie (rattachée au 12e CA) :
  - 52e régiment d'artillerie de campagne (4 groupes) (Angoulême)
  - 21e régiment d'artillerie de campagne (3 groupes de 75) (Angoulême)
- Génie (rattaché au 12e CA) :
  - 6e régiment du génie (compagnies 12/3,12/4,12/16,12/21) (Angers)
- Autres (rattaché au 12e CA) :
  - 12e escadron du train des équipages militaires
  - 12e section de secrétaires d'état-major et du recrutement
  - 12e section d'infirmiers militaires
  - 12e section de commis et ouvriers militaires d'administration

#### 17ecorpsd'armée (Toulouse)
- 33e division d'infanterie
- 34e division d'infanterie
- Régiments d'Infanterie (rattachés au 17e CA) :
  - 207e régiment d'infanterie
  - 209e régiment d'infanterie
- Cavalerie (rattachée au 17e CA) :
  - 9e régiment de chasseurs (4 escadrons)
- Artillerie (rattachée au 17e CA) :
  - 57e régiment d'artillerie de campagne (4 groupes)
- Génie (rattaché au 17e CA) :
  - 2e régiment du génie (compagnies 17/3,17/4,17/16,17/21)
- Autres (rattaché au 17e CA) :
  - 17e escadron du train des équipages militaires
  - 17e section de secrétaires d'état-major et du recrutement
  - 17e section d'infirmiers militaires
  - 17e section de commis et ouvriers militaires d'administration

#### Corps d'armée colonial
Le Corps d'armée colonial (CAC, formé à Paris) est commandé par le général Jules Lefèvre (remplacé le 22 janvier 1915 par le général Henri Gouraud).
Chef d'état-major : colonel Puypéroux ;
sous-chef : lieutenant-colonel Piquemal ;
commandant de l'artillerie : général Gautheron ;
commandant du génie : colonel Dehoey.

#### 9edivisionde cavalerie
La 9e division de cavalerie (de Tours) est issue des 9e, 10e et 11e régions ; elle est commandée par le général Jean de l'Espée.
- 1re brigade de cuirassiers (Tours), colonel de Mitry

5e régiment de cuirassiers (Tours)
8e régiment de cuirassiers (Tours)
- 9e brigade de dragons (Nantes), général de Sailly

1er régiment de dragons (Luçon)
3e régiment de dragons (Nantes)
- 16e brigade de dragons (Rennes), général Gombaud de Séréville

24e régiment de dragons (Rennes)
25e régiment de dragons (Angers)

#### Éléments d'armée
Artillerie
- 2e régiment d'artillerie légère
- 1 groupe de 155 CTR

Génie
- Compagnie de pontonniers 24/1 du 7e régiment du génie
- Compagnie de sapeurs télégraphistes no 4
- Détachement Radio F

Escadrilles aéronautiques
- Voisin : V 14, V 21

### Changements au cours de la guerre
Avec l'arrivée dans le conflit des américains, des troupes servirent sous commandement français et pour la IVe Armée :
- 2e division d'infanterie,
- 36e division d'infanterie,
- 42e division d'infanterie,
- 93e division d'infanterie.

### Historique

#### 1914
- 2 - 14 août : concentration dans les régions sud et ouest de l'Argonne. À partir du 8 août, couverture par le 2e corps d'armée et la 9e division de cavalerie de Mangiennes (3e armée) à Mouzon (5e armée).
- 14 - 21 août : mouvement vers le nord-est jusqu'à la ligne : Jametz (3e armée), Montmédy, Revin (5e armée). Le 21 août, offensive en direction générale de Neufchâteau.
- 22 - 23 août : bataille des Ardennes : progression jusqu'à la ligne Robelmont (3e armée), Tintigny, Jamoigne, Chiny, Bertrix, Houdremont, Revin (5e armée). Violents combats, puis repli sur la rive droite de la Chiers.
- 24 - 26 août : repli sur la Meuse de Sassey-sur-Meuse (3e armée) à Mézières.
- 27 - 28 août : bataille de la Meuse contre-attaque sur le front Beaumont, Signy-l'Abbaye en vue d'interdire aux troupes allemandes le passage de la Meuse.
- 29 août - 6 septembre : replis successifs : sur la ligne Buzancy Attigny le 31 août ; sur l'Arnes le 1er septembre ; sur la Marne et jusque sur le front : Sermaize-les-Bains (3e armée), Pargny-sur-Saulx, Écriennes, Courdemanges, Le Meix-Tiercelin (Détachement d'armée Foch constitué le 29 août entre la 5e et la 4e armée ; devient 9e armée le 5 septembre).
- 6 - 10 septembre : engagée dans la bataille de la Marne, (bataille de Vitry). Résistance à la poussée allemande ; combats violents sur le front précité et particulièrement sur l'aile gauche (région sud de Sompuis) à la soudure avec la 9e armée.
- 10 - 15 septembre : poursuite des troupes allemandes en retraite, jusqu'à la ligne Varennes-en-Argonne (3e armée), Ville-sur-Tourbe, bois sabot (9e armée).
- 15 - 22 septembre : tentatives de rupture du front allemand, puis stabilisation et organisation des positions atteinte.
- 22 - 23 septembre : perte de Varennes-en-Argonne.
- 26 - 29 septembre : violentes attaques allemandes en Argonne. Le 29 septembre, limite droite en liaison avec la 3e armée au Four de Paris.
- 7 octobre : extension du front, à gauche jusqu'à la ferme des Marquises (5e armée) à la suite de la suppression de la 9e armée.
- octobre - novembre : nombreuses attaques allemandes en Argonne sur le bois de la Grurie, à Bagatelle, à Saint-Hubert et au Four de Paris.
- 20 novembre : limite droite (3e armée) portée à l'Aire.
- décembre 1914 - mars 1915 : Première bataille de Champagne, offensives françaises suivies de contre-attaques allemandes dans la région Perthes-lès-Hurlus, ferme Beauséjour, Souain ; prise de Perthes-lès-Hurlus et du fortin de Beauséjour.

#### 1915
- 8 janvier : réduction du secteur, à droite, jusqu'à l'Aisne (3e armée).
- 31 mai : réduction du front, à droite jusqu'à Massiges (3e armée).
- 10 août : réduction du front à droite jusqu'au bois Sabot (2e armée introduite sur le front).
- 25 septembre : engagée dans la bataille de Champagne, prise de la ferme Navarin ; puis organisation et défense des positions conquises.

#### 1916
- 5 janvier : par suite du retrait du front de la 2e armée, limite droite (3e armée) portée jusqu'à l'Aisne.
- 9 janvier : attaques allemandes au mont Têtu.
- 12 février : attaque allemande dans la région de la ferme Navarin.
- 25 février : attaque française dans la région de la ferme Navarin.
- 27 février : contre-attaque allemande dans la même région.
- 15 mars : attaque française dans la même région.
- 16 mai : coup de main allemand au mont Têtu.
- 26 juin : par suite du retrait de la 3e armée, limite droite portée au Four de Paris (2e armée).

#### 1917
- 22 mars : limite droite ramenée à Ville-sur-Tourbe, (2e armée).
- 17 avril - 16 juillet : bataille des monts de Champagne, offensive sur le front Aubérive Prosnes ; prise d'Aubérive, du mont Sans Nom, du mont Blond, du Téton, du Casque, du mont Haut, du mont Cornillet. Organisation et défense des positions conquises.

10 mai : limite droite portée au Four de Paris (2e armée).
- fin juillet et août : attaques allemandes dans la région des monts.

#### 1918
- 6 février : limite droite ramenée au bois de Beaurain (2e armée).
- 29 mars : limite gauche portée jusqu'aux cavaliers de Courcy (retrait de la 5e armée).
- 26 - 27 mai : par suite du repli de la 6e armée, quelques éléments de la gauche de la 4e armée se replient légèrement au sud dans la région nord-ouest de Reims.
- 29 mai : limite gauche (5e armée) ramenée à la région de Prunay (introduction de la 5e armée) et le 31 mai portée au fort de la Pompelle.
- 4 juillet : limite gauche (5e armée), ramenée à Prunay ; limite droite 2e armée, reportée au ravin de la Houyette.
- 15 - 18 juillet : quatrième bataille de Champagne, offensive allemande vers la Main de Massiges à Prunay, arrêtée devant la position de résistance française, après abandon volontaire des premières lignes (bataille de Prosnes-Massiges).

16 juillet : limite droite (2e armée) ramenée au bois de Beaurain.
- 18 juillet - fin juillet : pendant la seconde bataille de la Marne, contre-attaques françaises et progression au nord de Souain, de Prosnes et de Beaumont-sur-Vesle. À partir de fin juillet, organisation des positions reconquises.
- 21 août : limite droite (2e armée) reportée au nord-est de Vienne-le-Château.
- 22 septembre : l'armée américaine remplace la 2e armée française à la droite de la 4e armée.
- 26 septembre - 16 octobre : engagée dans l'offensive Meuse-Argonne, d'abord bataille de Somme-Py (26 septembre - 4 octobre) puis dans l'exploitation de cette bataille. Progression jusqu'à l'Aisne, puis organisation sur le front Termes (armée américaine), Vouziers, région de Rethel (5e armée).

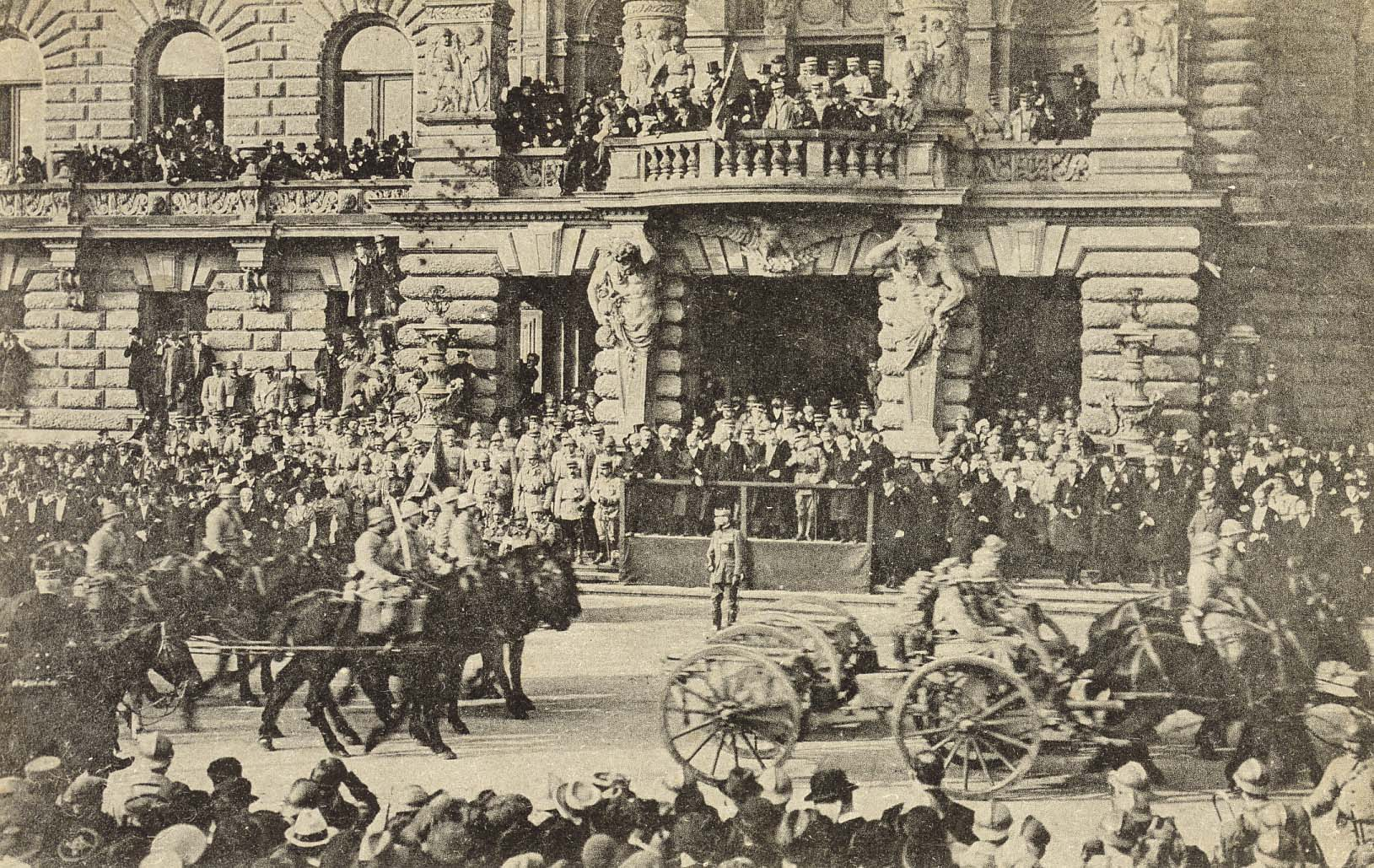
Défilé de la IVe armée française Place de la République Strasbourg le 22 novembre 1918, le général Gouraud devant la tribune.

- 16 - 21 octobre : offensive française, violents combats dans la région Olizy, Vouziers ; le 18 octobre, franchissement de l'Aisne vers Vouziers, création d'une tête de pont au nord de l'Aisne.
- 21 octobre : forte attaque allemande vers Terron-sur-Aisne.
- 1er - 6 novembre : bataille du Chesne et de Buzancy, offensive en liaison avec l'armée américaine vers Châtillon-sur-Bar et Le Chesne : franchissement du canal des Ardennes, puis organisation de positions sur la ligne : Le Chesne (armée américaine), Semuy, Rilly-aux-Oies.
- 6 - 11 novembre : poussée vers la Meuse, progression par Tourteron et Omont vers la Meuse. Front atteint lors de l'armistice : Noyers-Pont-Maugis (armée américaine), Sedan, cours de la Meuse, Mézières (liaison avec la 5e armée).

## Seconde Guerre mondiale
Elle est d'abord rattachée au groupe d'armées n° 2 (est) puis rejoint en juin 1940 rejoint le groupe d’armées n° 4.

### Composition
- 9e corps d'armée[1],[4]
  - 47e division d'infanterie
    - 5e bataillon de mitrailleurs[5]

  - 11e division d'infanterie
  - 11e groupe de reconnaissance de corps d'armée
  - 121e régiment d'artillerie lourde hippomobile
  - secteur fortifié de Faulquemont
- 20e corps d'armée[1],[4]
  - 82e division d'infanterie d'afrique
  - 52e division d'infanterie
  - secteur fortifié de la Sarre
  - 58e bataillon de mitrailleurs motorisé[réf. souhaitée]
- Groupe de bataillons de chars de combat 504[1]
  - 10e bataillon de chars de combat
  - 11e bataillon de chars de combat
- groupe de bataillons de chars de combat 502[1]
  - 20e bataillon de chars de combat
  - 24e bataillon de chars de combat
- 45e division d'infanterie[1]
- 1re division d'infanterie polonaise[1]
- 23e division d'infanterie : retirée début 1940[3]

### Sources et bibliographie
- Service historique de l'état-major des armées, Les Armées françaises dans la Grande guerre, Paris, Impr. nationale, 1922-1934, onze tomes subdivisés en 30 volumes (BNF 41052951) :
  - AFGG, vol. 1, t. 10 : Ordres de bataille des grandes unités : grands quartiers généraux, groupe d'armées, armées, corps d'armée, 1923, 966 p. (lire en ligne).